# Средняя школа Чжуншань (станция метро)
«Средняя школа Чжуншань» (англ. Zhongshan Junior High School; кит. 中山國中) — станция линии Вэньху Тайбэйского метрополитена, открытая 28 марта 1996. Располагается между станциями «Аэропорт Суншань» и «Восточная Нанкинская улица». Находится на территории районов Чжуншань и Суншань в Тайбэе. До 4 июля 2009 года станция была конечной.

## Техническая характеристика
Станция «Средняя школа Чжуншань» — эстакадная с боковыми платформами. Для перехода на противоположную платформу оборудован мостик над путями. На станции есть один выход, оборудованный эскалаторами и лифтом. На станции установлены платформенные раздвижные двери.

## Путевое развитие

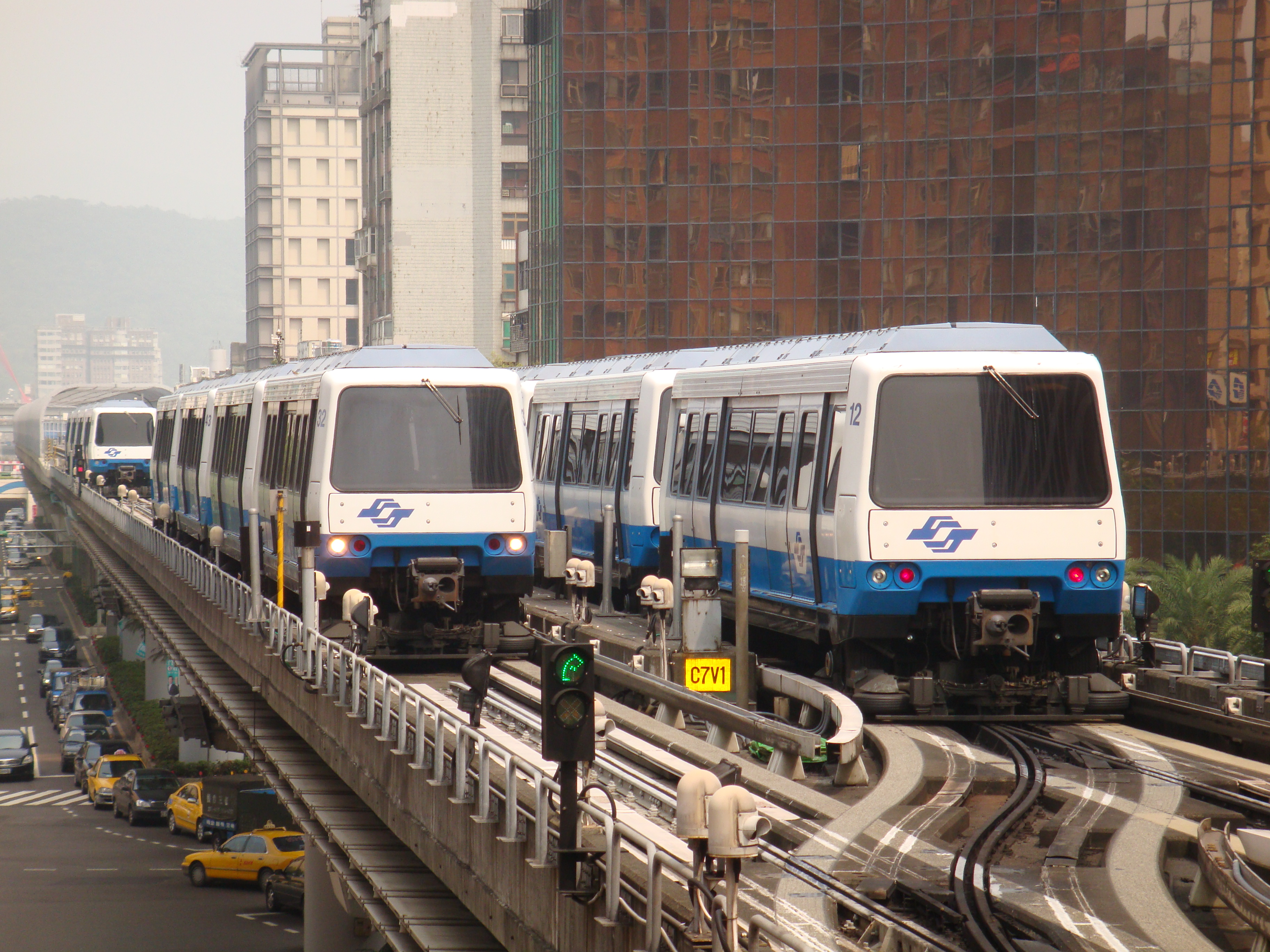
Противошёрстный съезд около станции «Средняя школа Чжуншань»

Вблизи, в сторону станции «Аэропорт Суншань», расположен противошёрстный съезд, использовавшийся для оборота составов, когда станция была конечной.